# Iankovți, Gabrovo
Iankovți (în bulgară Янковци) este un sat în comuna Gabrovo, regiunea Gabrovo,  Bulgaria. 

## Demografie
Componența etnică a satului Iankovți
     Bulgari (74,31%)
     Nicio identificare (25,68%)
     Altele (0%)
La recensământul din 2011, populația satului Iankovți era de 109 locuitori. Din punct de vedere etnic, majoritatea locuitorilor (74,31%) erau bulgari. Pentru 25,68% din locuitori nu este cunoscută apartenența etnică.